# Nasse
För andra betydelser, se Nasse (olika betydelser).

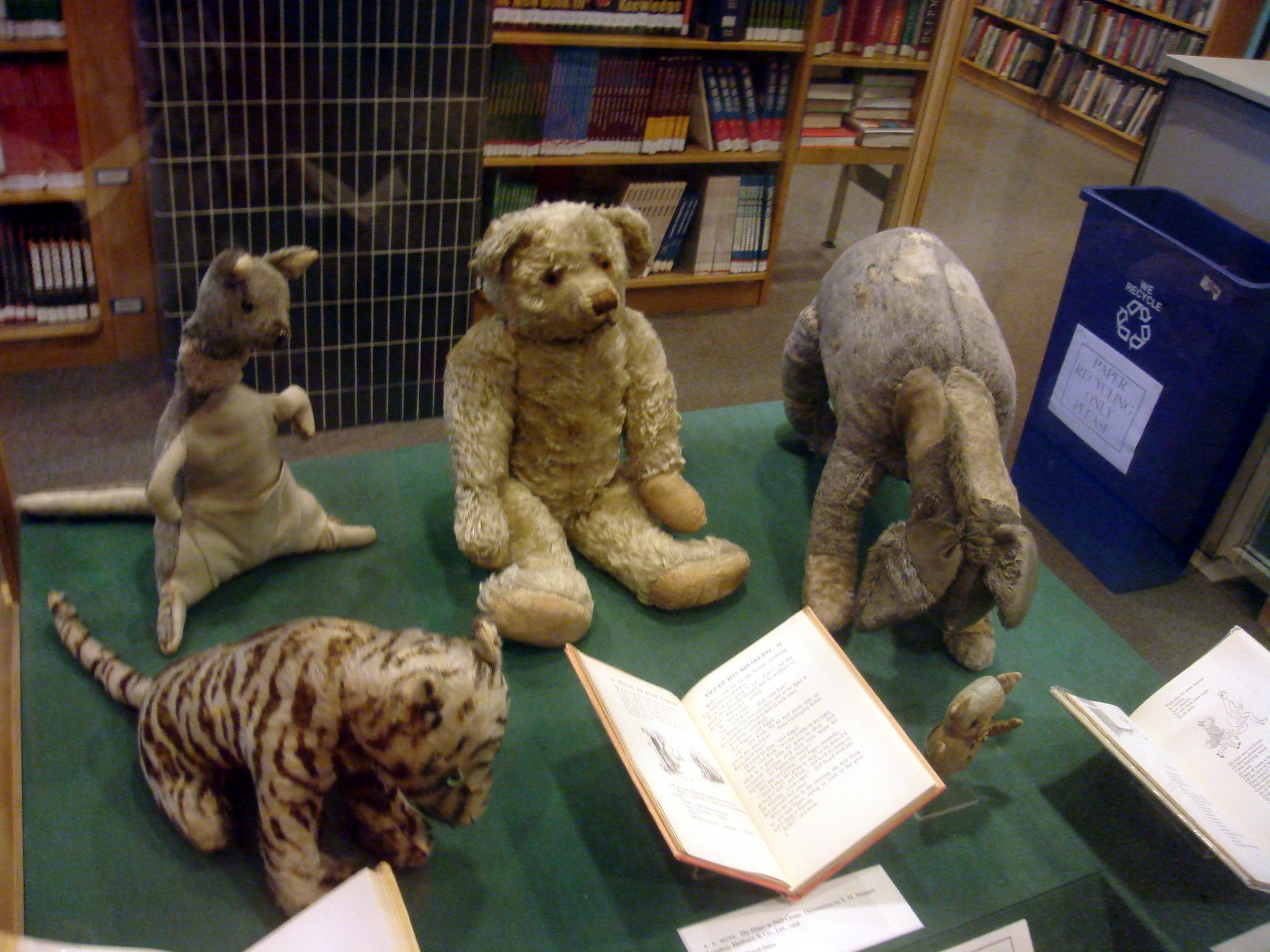
Tiger, Kängu, Nalle Puh, I-or och Nasse. Nasse är den lilla figuren längs ner till höger, framför åsnan Ior.

Nasse är en figur, en kulting av tyg, i A.A. Milnes böcker och Disneys tecknade filmer om Nalle Puh.
Liksom de andra gestalterna i Nalle Puh-böckerna bor Nasse i ett träd i Sjumilaskogen. Nalle Puh är hans bästa vän. Nasse är ofta ängslig och ställer frågor till Puh. Trots sin stora rädsla för nästan allt ställer han alltid upp för sina vänner, även om det gäller till exempel heffaklumpsjakt. Hans favoritföda är "hållon". Det framgår av böckerna att hållon egentligen är (ek)ollon. Ljudlikheten med hallon är specifik för den svenska översättningen; i det engelska originalet är termen haycorn, som ligger ljudnära acorn, ’ekollon’.
Nasse har huvudrollen i Disneys film Nasses stora film.
I Disneys filmatiseringar har Nasse dubbats på svenska av Marie Isedal, Gunnel Fred, Jörgen Lantz, Pontus Gustafsson och Michael Blomqvist.